# Louise Riofrio
Louise M. Riofrio (usando nombre artístico Louisa Riofrio) es una científica estadounidense de tiempo completo y actriz de medio tiempo en cine, televisión  y teatro.

## Educación y carrera
Riofrio se graduó en física y astronomía en San Francisco State University y en Universidad de California en Berkeley. Como científica empleada por Oceaneering Space Systems en el Johnson Space Center y en la Michoud Assembly Facility, realizó experimentos con muestras devueltas de Apollo Moon y con otros científicos escribió informes sobre su investigación. A través del análisis de datos orbitales lunares, descubrió una posible anomalía con posibles implicaciones para la física y la cosmología. Ella originó el altamente controvertido modelo cosmológico de Riofrio y, mediante una subvención de the American Astronomical Society, presentó su teoría en el Congreso Europeo de Ciencias Planetarias de 2012.
Como actriz, ha trabajado en muchas ubicaciones geográficas diferentes y es miembro de SAG-AFTRA. Ella ha aparecido en 2 episodios de  NCIS: New Orleans : "Outlaws" y "Ties that Bind". Ella apareció como "Princesa del desfile" en el episodio de 2016 "Let the Good Times Roll" de la serie de televisión  One Mississippi . Ella apareció en la película de 2015  Jurassic City  en el papel de "Personal de M1" y en la película de TV de 2016  Momma Dallas  en el papel de "Patrona de vaquera".

## Publicaciones seleccionadas y resúmenes de reuniones
- «Hot Young Solution to Faint Sun Paradox». American Geophysical Union, Fall Meeting 2006. Bibcode:2006AGUFMSH43A1506R.
- «Sources and mass energy observed in Saturn's rings (Fuentes y energía de masa observada en los anillos de Saturno)». AGU Resúmenes de reuniones de otoño. 2005. Bibcode:2005AGUFM.P33B0240R.
- «Space/Time, Supernovae and the Faint Young Sun». IAU Joint Discussion 7. 2006. Bibcode:2006IAUJD...7E..36R.
- «Lunar Exploration and the Speed of Light». AGU Fall Meeting Abstracts. 2007. Bibcode:2007AGUFM.P51B0490R.
- «Hot Young Solution to Faint Sun and Supernova Problems». APS April Meeting Abstracts. 2008. Bibcode:2008APS..APR.R8009R.
- con David S. McKay, Bonnie L. Cooper, Larry Taylor, Sue Wentworth, John Lindsay y Sarah K. Noble: Unique properties of lunar dust critical to human health (Propiedades únicas del polvo lunar crítico para la salud humana). 2009.
- con BL Cooper, DS McKay, LA Taylor y CP González: Lunar dust separation for toxicology studies (Separación de polvo lunar para estudios de toxicología), NASA Technical Reports Server (Servidor de Informes Técnicos de la NASA). 2010.
- «Astrophysics for a warm, wet early Martian atmosphere (Astrofísica para una cálida y húmeda atmósfera marciana)». Mars Atmosphere Modelling and Observation (Marte Atmósfera: Modelado y observación). 2011. pp. 462-464. Archivado desde el original el 21 de enero de 2022. Consultado el 19 de mayo de 2019.